# میشل لوارت
میشل لوارت (به فرانسوی: Michel Loirette) رمان‌نویس قرن بیستم میلادی اهل فرانسه است.